# Groß Ammensleben

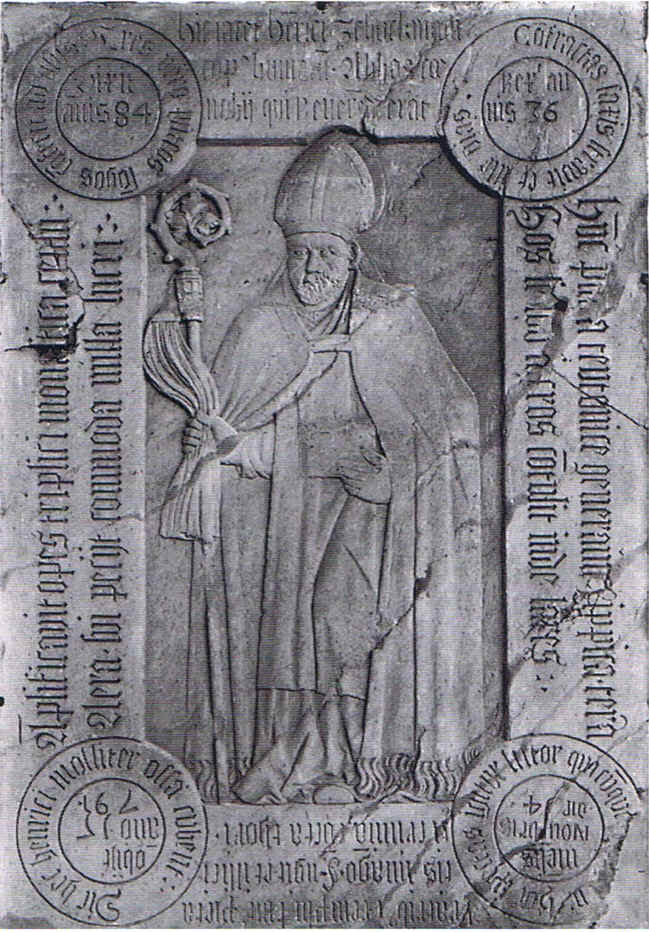
Grabplatte des Abtes Heinrich Schuckmann

Groß Ammensleben ist ein Ortsteil der Gemeinde Niedere Börde im Landkreis Börde in Sachsen-Anhalt. Die Ortschaft ist Verwaltungssitz der Gemeinde.

## Geschichte
Erste Besiedlungsspuren erforschte  Carl Engel durch Grabungen auf dem Brandgräberfeld bei Groß Ammensleben. Ergebnisse flossen ein in die Dissertation „Die jungsteinzeitlichen Kulturen im Mittelelbgebiet“. Dabei arbeitete er aus der ab 1905 erforschten Schönfelder Kultur (ca. 2.800–2.200 v. Chr.) die Ammenslebener Untergruppe heraus. Erneute archäologische Grabungen erfolgten im Zusammenhang mit der Erweiterung des Mittellandkanals 2002 unter der Leitung von Robert Heiner, wobei neben weiteren frühen Siedlungsspuren mindestens ein Grab (Befund 16) der neolithischen Baalberger Kultur (4.200–3.100 v. Chr.) mit zwei Gefäßen als Grabbeigaben entdeckt wurde.
Die erste urkundliche Erwähnung (Nordammuneslevu) stammt aus dem Jahr 965. Die Ortschaft war Familiengut der Grafen von Hillersleben-Ammensleben, welche hier 1110 ein Familienkloster stifteten. Geschichte und Entwicklung des Ortes sind eng mit dem Kloster Groß Ammensleben verbunden.
Das Kloster wurde 1127 an Erzbischof Norbert von Xanten und damit dem Erzbistum Magdeburg übergeben, wobei die Vogteirechte bei der Stifterfamilie verblieben. 1129 erfolgte die Übertragung von Kirche und Kloster durch Erzbischof Norbert von Xanten an den Benediktiner-Orden. 1140 in den Rang einer Abtei erhoben, blieb das Kloster stets eng mit dem Kloster Berge bei Magdeburg verbunden.
Im 15. Jahrhundert schlossen sich die Mönche der Bursfelder Reformbewegung an. Im Zusammenhang mit der Weihe der Marienkapelle 1523 durch Erzbischof Kardinal Albrecht von Brandenburg wurde den Äbten in Groß Ammensleben das päpstliche Privileg erteilt, bei feierlichen Gottesdiensten wie ein Bischof eine Mitra und den Bischofsstab zu tragen (Wappen neben Paulus-Schwert und Petrus-Schlüssel mit Mitra und Bischofsstab). Zwei Mitren haben sich erhalten und zwei Caseln sind im Museum für brandenburgische Kirchen- und Kulturgeschichte, Bischofsresidenz Burg Ziesar, ausgestellt.
In dem sich der lutherischen Reformation zuwendenden Umfeld blieb das Kloster nach kurzem Wanken fest im katholischen Glauben, hatte jedoch auch für die seelsorgerische Betreuung der evangelischen Gemeinde des Ortes Groß Ammensleben zu sorgen. Auf Drängen des evangelischen Landesherrn und Administrators des Erzstiftes Magdeburg, dem späteren Kurfürsten Joachim Friedrich von Brandenburg, musste das Kloster ab 1584 einen evangelischen Prediger anstellen und das Längsschiff der Kirche auch für den evangelischen Gottesdienst zur Verfügung stellen.
Mit dem Reichsdeputationshauptschluss vom 25. Februar 1803 erfolgte die Säkularisierung am 2. Oktober 1804 (Anwesenheitsschildchen der Mönche erhalten). Die Klosterkirche wurde Pfarrkirche und das Kloster mit Wirtschaftshof königlich-preußisches Domänenamt. König Friedrich Wilhelm III. von Preußen hatte mit dem königlichen Gut auch die Zuständigkeit für die Kirche übernommen, so dass im Zuge der Bodenreform 1945/46 in der SBZ (Sowjetische Besatzungszone) Domäne und Kirche in „Volkseigentum“ überführt wurden.
Die ehemalige Domäne wurde von der LPG (Landwirtschaftliche Produktionsgenossenschaft) bewirtschaftet und im repräsentativen Pächterhaus befand sich die Polytechnische Oberschule.
Die einstige Domäne wurde nach der deutschen Wiedervereinigung durch die Gemeinde Niedere Börde erworben und konnte mit Fördermitteln teilsaniert werden (u. a. Schäfertor von 1525 mit barocker Kartusche und Stifterfiguren an der Schauseite, Ausbau der alten Schmiede zum Gemeinde- und Informationszentrum an der Straße der Romanik). Die Kirche wurde im Jahr 2000 aus kommunalem Besitz an die katholische Kirche rückübertragen, wobei gleichfalls die evangelische Gemeinde hier ihren Gottesdienst feiert. 2014–2017 erfolgten umfangreiche Sanierungsarbeiten.
Groß Ammensleben ist mit der ehemaligen Benediktiner-Klosterkirche im Ensemble mit der einstigen Domäne nach Magdeburg die erste Station der Sehenswürdigkeiten auf der Nordroute der „Straße der Romanik“ in Sachsen-Anhalt und gehört seit 2006 zur „Europäischen Kulturstraße“.
Durch den Ort verlief einst die Lüneburger Heerstraße, eine seit dem Mittelalter bestehende Handelsstraße, diese führte über Vahldorf, Calvörde und Braunschweig nach Lüneburg.
Groß Ammensleben hatte ab 1740 eine Poststation (Klosterrestauration „Zum goldenen Lamm“ – heute: Gaststätte „Zur Post“) und ist Bahnstation an der 1872 eröffneten Eisenbahnstrecke Magdeburg–Haldensleben, die 1874 im Nordabschnitt nach Oebisfelde verlängert wurde und heute bis nach Wolfsburg führt (VW-Werk und Übergang zum ICE).
1525 war Groß Ammensleben der wohl nördlichste Ort einer Erhebung im Deutschen Bauernkrieg. Im Dreißigjährigen Krieg erlitten Ort und Kloster Plünderungen und Verwüstungen von durchziehenden Soldaten und Marodeuren. Die Benediktiner-Mönche zogen nach Wolfenbüttel, wo auch 1636 eine Abt-Wahl stattfand. Sehr bald prosperierten Kloster und somit Ortschaft wieder. Weithin berühmt wurde das Groß Ammenslebener Klosterbräu, das u. a. in einer klostereigenen Schankwirtschaft in der Magdeburger Leiterstraße ausgeschenkt wurde.
1769 wurden auf Anordnung König Friedrich II. von Preußen zwanzig Kolonisten-Familien angesiedelt. Im Jahr 1781 wurden 135 Feuerstellen gezählt, darunter 4 Ackerleute, 8 Halbspänner, 20 große und 6 kleine Cossäten, mit insgesamt 427 Einwohnern.
Während des Königreichs Westphalen (1807–1813) war Groß Ammensleben Kantonshauptort im Distrikt Neu-Haldensleben des Elbe-Departements. Die königlich-preußische Domäne vergab Napoleon Bonaparte als Donation an Marschall Michel Ney. Der Groß Ammenslebener Forstmeister Andreas Baethge wurde zu einem der herausragenden Organisatoren der preußischen Landwehr und des Landsturms im Kampf gegen die napoleonische Fremdherrschaft (Scharmützel nahe der französisch besetzten Festung Magdeburg). 1808 waren in Groß Ammensleben 200 französische Soldaten und 400 Pferde einquartiert. Durch Unachtsamkeit eines französischen Husaren brach in der Nacht des 5. Juli 1810 im Pferdestall des Maire ein verheerender Brand aus, der innerhalb 1 Stunde 43 Feuerstellen mit allen Nebengebäuden vernichtete. Von 496 Einwohnern verloren 280 Haus und Hof.
Mit der Einführung des Zuckerrübenanbaus und der Industrialisierung der Zuckerproduktion in der Börde erfolgte im 19. Jahrhundert ein wirtschaftlicher, sozialer und kultureller Aufschwung. Es wurden Straßen gepflastert und neu angelegt sowie Wohnhäuser und Industrieanlagen gebaut. Bedeutende Arbeitgeber waren bäuerliche Landwirtschaften, die Zuckerfabrik und die Domäne. Neben ländlicher Industrie und Landwirtschaft entstanden zahlreiche Handwerksbetriebe, Kleinunternehmen und Kaufmannsläden. 1925/26 zählte Groß Ammensleben 1.584 Einwohner sowie mindestens 72 Gewerbe- und Handwerksbetriebe. Der Bau des östlichen Abschnitts des Mittellandkanals 1928–1938 brachte weitere Erwerbsmöglichkeiten in die Region. Viele Einwohner fuhren zur Arbeit in das nahegelegene Magdeburg, Hauptstadt der Provinz Sachsen und Zentrum der Schwerindustrie.
Das Kloster wurde 1129 in ein Benediktinerkloster umgewandelt, welches bis 1804 bestand. In diesem Jahr erfolgte die Aufhebung des Klosters und Umwandlung zum königlichen Domänenamt. Durch den Ort verlief einst die Lüneburger Heerstraße, eine seit dem Mittelalter bestehende Handelsstraße, diese führte über Vahldorf, Calvörde und Braunschweig nach Lüneburg.
Nach dem Zweiten Weltkrieg fand auch in Groß Ammensleben die Bodenreform statt, wodurch die herkömmlichen Grundbesitzverhältnisse grundlegend verändert wurden. 1955 wurden mehrere Neubauerngehöfte fertiggestellt und die Kollektivierung der Landwirtschaft durchgeführt. Zur Behebung der Wohnungsnot und zur Verbesserung der Wohnsituation entstanden DDR-typische Neubaublöcke, von denen der erste 1965 bezogen wurde.
Ab dem 1. September 1992 gehörte Groß Ammensleben zur Verwaltungsgemeinschaft Niedere Börde. Am 1. Januar 2004 wurde die Einheitsgemeinde Niedere Börde aus der Verwaltungsgemeinschaft Niedere Börde gebildet. Durch den freiwilligen Zusammenschluss der Mitgliedsgemeinden der ehemaligen Verwaltungsgemeinschaft Niedere Börde verlor Groß Ammensleben seine politische Selbstständigkeit, blieb jedoch Verwaltungssitz der Einheitsgemeinde.

## Politik

### Wappen
| Wappen von Groß Ammensleben | Blasonierung: „Geteilt von Rot über Silber; oben ein silbernes A (Versalie), unten schräg gekreuzt ein rotes mit der Spitze nach oben gekehrtes Schwert über einem roten mit dem Bart abwärts gekehrten Schlüssel mit rundem Schließblatt.“ |
| Wappen von Groß Ammensleben | |

1926 wird ein Siegel der Gemeinde Groß Ammensleben wie folgt beschrieben: Schlüssel St. Petri unter Bezugnahme auf das Kloster Ammensleben, der Kopf eines Steinbocks unter Bezugnahme der im 13. Jahrhundert ausgestorbenen Grafen von Ammensleben-Grieben aus dem Erzstift Magdeburg. Eine Abbildung des Siegels konnte im Landeshauptarchiv Magdeburg nicht ermittelt werden.
Für die 1950er Jahre liegt ein Wappensiegel vor, das in einem gespaltenen Schild den Buchstaben -A- gleich Ammensleben und den Schlüssel St. Petri enthält. Eine Tingierung dieses Wappens ist nicht bekannt auch kein Nachweis der Zulassung.
In einem Brief der Verwaltungsgemeinschaft „Niedere Börde“, unterschrieben vom Verwaltungsdirektor Herrn Westphal, vom 28. Oktober 1993 an das Landeshauptarchiv Magdeburg heißt es: „Die Gemeindevertretung und weitere Bürger der Gemeinde Groß Ammensleben unterbreiten den Vorschlag, ein Gemeindewappen, das für Groß Ammensleben bis 1964 auf den damaligen gesetzlichen Grundlagen genutzt wurde, wieder einzuführen.“
Das Wappen wurde vom Magdeburger Kommunalheraldiker Jörg Mantzsch gestaltet und dann ins Genehmigungsverfahren gebracht. Am 24. Juni 1994 erfolgte die Genehmigung durch das Regierungspräsidium Magdeburg.

## Bauwerke

Logo

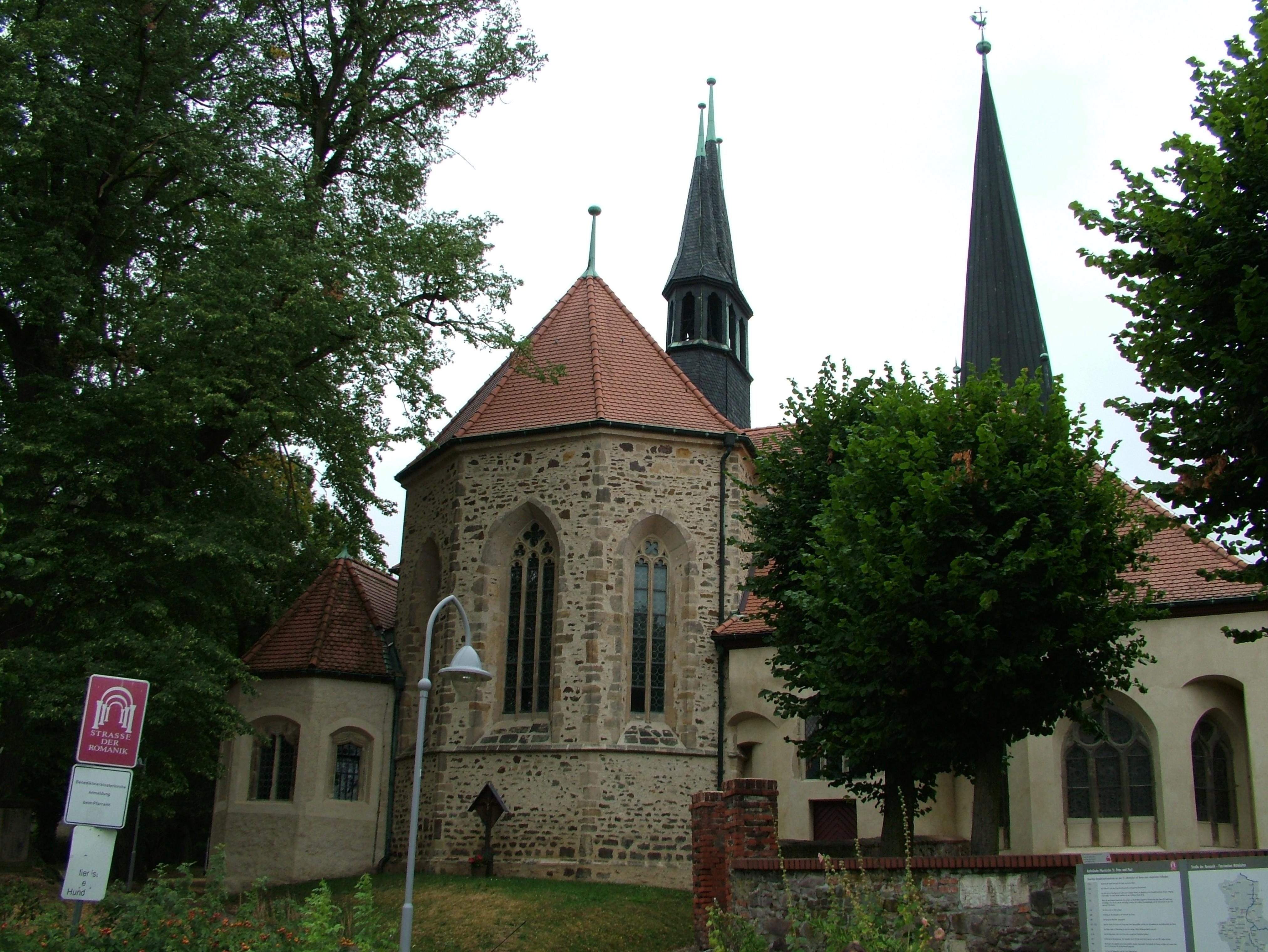
Das Benediktinerkloster

Durch Groß Ammensleben führen die „Straße der Romanik“ und die „Europäische Kulturstraße“. Bedeutendste Sehenswürdigkeit ist das ehemalige Benediktinerkloster Groß Ammensleben.
Theoderich II. (Dietrich) von Ammensleben und seine Frau Amulrada, eine Nichte des Papstes Clemens II., stifteten 1110 auf ihrem Besitz eine Kirche. 1120 entstand aus dieser Eigenkirche ein Augustinerchorherrenstift, das Honorius II. 1124 unter päpstlichen Schutz nahm.
Im Jahr 1127 kam das Stift an das Bistum Magdeburg, kurze Zeit später wurde es in ein Benediktinerkloster umgewandelt. Die bisherigen Chorherren zogen nach Sachsen.
Die ersten Mönche kamen aus dem Kloster Berge in Magdeburg. 1140 erfolgte die Erhebung zur Abtei. Geprägt war das Kloster in der ersten Zeit von der Hirsauer Reform.
Die katholische Einrichtung überstand einst die Reformation. Erst 1804 wurde das Kloster säkularisiert. Seitdem ist die ehemalige Klosterkirche St. Peter und Paul katholische Pfarrkirche des Ortes und gehört zur Pfarrei St. Christophorus mit Sitz in Haldensleben. Mit der evangelischen Gemeinde besteht eine Nutzungsvereinbarung.
2014–2017 wurden umfängliche Sanierungsarbeiten, Renovierungen und Neugestaltungen durchgeführt. Am 14. Mai 2017 nahm der Magdeburger Bischof Gerhard Feige in Anwesenheit zahlreicher Gäste, unter ihnen der Ministerpräsident des Landes Sachsen-Anhalt Reiner Haselhof, die feierliche Weihe des Altars vor.
Einen hervorragenden Ruf besitzt die Kirchenmusik an St. Peter und Paul. Seit 1995 besteht der Ökumenische Chor Groß Ammensleben, aus dem auch eine Choralschola hervorgegangen ist.

## Friedhof
- Zwei Grabstätten auf dem Ortsfriedhof für einen unbekannten sowjetischen und einen unbekannten polnischen Zwangsarbeiter, die während des Zweiten Weltkrieges nach Deutschland verschleppt und Opfer von Zwangsarbeit wurden.
- Mausoleum („Gewölbe“) mit Stele für Amtmann Andreas Baethge.

## Vereine
- SV Fortuna Groß Ammensleben
- Angelverein „Die Achtziger“ e. V.
- Kleingartenverein von 1919 e. V.
- Förderverein historische Klosterkirche Groß Ammensleben an der Straße der Romanik e. V.
- Kulturhistorische Gesellschaft Groß Ammensleben an der Straße der Romanik e. V.
- Schalmeienkapelle der Freiwilligen Feuerwehr Groß Ammensleben e. V.
- Freunde und Förderer der Kirchenmusik in Groß Ammensleben an der Straße der Romanik e. V.

## Verkehr
Der Bahnhof Groß Ammensleben liegt an der  Bahnstrecke Glindenberg–Oebisfelde und wird im Maregio-Nahverkehrsverbund stündlich bedient.
Groß Ammensleben liegt nahe den Autobahnen A2 und A14 sowie an der Bundesstraße B71.
Der Mittellandkanal führt unmittelbar an Groß Ammensleben vorbei.

## Persönlichkeiten
- Hans-Heinrich Baetge (1896–1990), Bodenkundler und Hochschullehrer